# JL Chiangmai United
El JL Chiangmai United (en tailandés: สโมสรฟุตบอลเชียงใหม่ ยูไนเต็ด) es un equipo de fútbol de Tailandia que juega en la Liga 2 de Tailandia, la segunda categoría nacional.

## Historia
Fue fundado en el año 2015 en la provincia de Chiang Mai con el nombre Changphueak Chiangmai como equipo de cuarta división, logrando el título al año siguiente y ascendiendo a nivel profesional.
En 2017 el club es refundado como JL Chaingmai United por razones de patrocinio por la empresa Jele. Bajo ese cambio el club logra tres ascensos en cuatro temporadas, pasando a llamarse Chiangmai United luego de ser refundado nuevamente en 2020.

## Estadios
| Coordenadas                                  | Ciudad                                        | Estadio                                                        | Periodo                                       |
| -------------------------------------------- | --------------------------------------------- | -------------------------------------------------------------- | --------------------------------------------- |
| 18°50′23″N 98°57′34″E / 18.839722, 98.959444 | Don Kaeo, Mae Rim Chiang Mai Province         | 700th Anniversary Stadium                                      | 11 de febrero de 2017 – 19 de marzo de 2017   |
| 18°47′50″N 98°57′23″E / 18.797217, 98.956307 | Suthep, Mueang Chiang Mai Chiang Mai Province | Chiang Mai University Stadium                                  | 1 – 29 de abril de 2017                       |
| 18°53′53″N 99°00′47″E / 18.898167, 99.012962 | Nong Han, San Sai Chiang Mai Province         | In Tha Nin Stadium                                             | 7 de mayo de 2017 – 30 de julio de 2017       |
| 18°48′05″N 98°59′22″E / 18.801473, 98.989494 | Mueang Chiang Mai Chiang Mai Province         | Chiangmai Municipality Stadium                                 | 5 de agosto de 2017 – 8 de octubre de 2017    |
| 18°50′23″N 98°57′34″E / 18.839722, 98.959444 | Don Kaeo, Mae Rim Chiang Mai Province         | 700th Anniversary Stadium                                      | 18 de febrero de 2018 – 27 de octubre de 2019 |
| 18°51′28″N 99°10′43″E / 18.857722, 99.178746 | Doi Saket Chiang Mai Province                 | Rajamangala University of Technology Lanna Stadium (Doi Saket) | 14 de febrero de 2020 – 31 de marzo de 2021   |
| 18°50′23″N 98°57′34″E / 18.839722, 98.959444 | Don Kaeo, Mae Rim Chiang Mai Province         | 700th Anniversary Stadium                                      | 4 de septiembre de 2021 – Presente            |

## Palmarés
- Thai League 3 (1): 2018
- Thai League 3 Upper Region (1): 2018
- Thai League 4 Northern Region (1): 2017
- Football Division 3 (1): 2016

## Entrenadores
- Chalongchai Leelahacheewa 2016–2017
- Peerapat Pasithakarnkul 2017
- Apichart Mosika 2017–2018
- Surachai Jirasirichote 2018
- Chusak Sriphum 2018
- Somchai Makmool 2018–2019
- Leones Pereira dos Santos 2019
- Surachai Jirasirichote 2019
- Carlos Eduardo Parreira 2020
- Dennis Amato 2020–2021
- Surapong Kongthep 2021
- Ailton Silva 2021–